# Platja de Camp de Mar
La platja de Camp de Mar és una platja del municipi d'Andratx (Mallorca). És una platja de fàcil accés, urbanitzada, que compta amb tots els serveis. Té 180 metres de llarg i 50 d'ample. L'aigua és transparent. Té un restaurant al mig de l'aigua al qual s'hi arriba amb un pont de fusta.
És una platja molt còmoda per anar-hi amb nins, ja que hi ha una zona de parc a sota un pinar on hi poden jugar molt bé. Hi ha diversos restaurants. Sol tenir socorrista durant la temporada de primavera-estiu.